# Simplified Mandatory Access Control Kernel
Simplified Mandatory Access Control Kernel (Smack) är ett försök att höja säkerheten kring kärnan i operativsystemet Linux. Systemet togs fram 2008.